# Afera Lakmusa
Afera Lakmusa – osiemnasty tom przygód młodego reportera Tintina i jego psa, Milusia. Autorem komiksu jest Hergé.
Autor biografii Hergé, Benoît Peeters, w swojej książce Tintin and the World of Hergé, nazwał ten tom najlepszym w serii. Oficjalna strona internetowa Tintina nazywa Aferę Lakmusa najbardziej detektywistyczną częścią serii.

## Treść
Akcja toczy się w latach 50. XX wieku, kilka miesięcy po powrocie z Księżyca. Tintin i kapitan Baryłka wybierają się spacer naokoło Księżymłyna, ale zaskakuje ich burza i wracają do domu.
W trakcie burzy dzieją się dziwne rzeczy. W zamku, szklane przedmioty pękają z nieznanych powodów. Następnie, Serafin Lampion, irytujący agent ubezpieczeniowy, wbiega nagle do zamku, aby znaleźć schronienie. Twierdzi, iż szyby w jego samochodzie nagle popękały.
Po przejściu burzy, Lampion wychodzi, ale nagle słychać odgłosy strzału, i kapitan wraz z Tintinem znajdują Lampiona w krzakach. Znajdują też innego mężczyznę, ale ten znika po tym, jak wzywają policję. W trakcie wyjaśniania zagadki, profesor Lakmus, który pracował w swoim laboratorium, wraca do Księżymłyna. Lakmus, obojętny na to, co się wydarzyło, oświadcza, iż następnego dnia wyjeżdża na kongres do Genewy.
Gdy profesor wyjeżdża, wszystko się uspokaja. Tintin podejrzewa, że Lakmus ma coś wspólnego z tymi dziwnymi wydarzeniami i sugeruje Baryłce przeszukanie laboratorium. Znajdują dziwne urządzenie ultradźwiękowe i są zdziwieni, gdy przebiega koło nich człowiek ze Wschodniej Europy ubrany w płaszcz i maskę. Intruz ucieka po znokautowaniu kapitana. Jednak, Miluś odgryza kieszeń jego płaszcza, i wypadają z niej dwie rzeczy: klucz i pudełko bałkańskich papierosów z napisaną na nim nazwą Hotelu Cornavin (gdzie Lakmus zatrzymuje się podczas pobytu w Genewie). Podejrzewając, iż profesor jest w niebezpieczeństwie, Tintin i kapitan jadą za nim do Szwajcarii.
W Genewie, Tintinowi i Baryłce nie udaje się złapać profesora, bo kapitan przewraca się po tym, jak człowiek, ubrany w identyczny płaszcz, jak ten z laboratorium, podkłada mu nogę. Jadą za Lakmusem do Nyonu, gdzie ma odwiedzić profesora Topolina. W drodze do Nyonu ich taksówka zostaje zepchnięta do pobliskiego jeziora przez mężczyzn z hotelu, ale udaje im się z niej wydostać i dotrzeć do domu Topolino. Znajdują tam parasol Lakmusa, ale nie jego samego. Z kolei profesor Topolino zostaje przez nich znaleziony związany i leżący na węglu w piwnicy.  Topolino twierdzi, że to Lakmus go tam zepchnął, ale gdy Tintin pokazuje mu fotografię profesora, Topolino stwierdza, iż to nie jest ten sam człowiek, który był w jego domu. Dochodzą do wniosku, że człowiek podający się za Lakmusa zamknął profesora Topolino w piwnicy, a następnie porwał prawdziwego Lakmusa, gdy ten przyjechał. Gdy dochodzą do tego wniosku, mężczyźni, którzy uniemożliwiali Tintinowi i Baryłce odnalezienie Lakmusa w Genewie, wysadzają dom Topolino z zamiarem zabicia wszystkich, ale cała trójka trafia do szpitala lekko ranna.
Tintin i Baryłka stwierdzają, że urządzenie ultradźwiękowe znalezione w laboratorium było odpowiedzialne za pęknięcie szkła w Księżymłynie. Jednak tłuczenie szkła to tylko początek. Lakmus odkrył, jak można przekształcić urządzenie w broń, która może niszczyć metal (budynki, czołgi, itd.). Zmartwiony konsekwencjami użycia tej maszyny, chciał skonsultować się Topolino, któremu opisywał przebudowę maszyny w listach. Ale lokaj profesora, Borys, który pochodzi ze Skrainy, dowiedział się o tym i poinformował o urządzeniu skraińskie służby wywiadowcze.
Wkrótce okazuje się, że syldawskie służby wywiadowcze też wiedzą o urządzeniu i jego potencjale. Porwany przez Skraińców Lakmus, zostaje odbity przez Syldawian. Tintin i Baryłka próbują go ratować, a o wszystkim informują przez radio... Lampiona: w trakcie pościgu za Syldawianami nad Jeziorem Genewskim w kierunku Francji, kapitan próbuje połączyć się z policją przez radio; jednak wciąż rozmawia z Lampionem, który utrudnia połączenie się z władzami, bo uważa, że jest to żart. Później, gdy Nestor, lokaj w Księżymłynie, mówi Baryłce, że laboratorium Lakmusa zostało okradzione, Lampion znów przerywa rozmowę, mówiąc, iż jest to nieważne i nie udziela kapitanowi informacji na temat dochodzenia.
Syldawianie, ścigani przez kapitana i Tintina, uciekają samolotem, a Lakmus jest ich więźniem. Jednak ich samolot zostaje zestrzelony na terytorium Skrainy i spór pomiędzy narodami narasta. Tintin i Baryłka lecą do Skrainy w nadziei, iż znów zobaczą swojego przyjaciela.
Przed wylotem, znów natykają się na skraińskich szpiegów, którzy sądzili, iż się ich pozbyli. Dzwonią do pułkownika Sponsza, komendanta tajnej policji skraińskiej. Sponsz załatwia to, aby Tintin i kapitan zostali odwiezieni z lotniska do stolicy kraju, Szohôdu. Zostają odeskortowani przez dwóch agentów, którzy kontrolują każdy ich ruch, do luksusowego hotelu, który pełen jest urządzeń szpiegowskich. Sponsz ma nadzieję, że uda mu się ich powstrzymać przed uwolnieniem Lakmusa i uzyskać informacje na temat urządzenia ultradźwiękowego i przekazać je Skraińcom. Tintin zdaje sobie sprawę z uwięzienia, i - aby zmylić szpiegów - mówi niejasno i niezrozumiale (to nie były chrząszcze, kapitanie, tylko łuskoskrzydłe). Podczas kolacji dziennikarz zamawia cztery butelki szampana i upija szpiegów, którzy wyjawiają mu, że za porwaniem stoi pułkownik Sponsz.
Tymczasem, na tajnym spotkaniu skrajińskich wojskowych, zostają ujawnione możliwości urządzenia: naukowcy odkryli, że daje on możliwość niszczenia szkła i gliny, i przeprowadzają badania nad prototypem, który ma później zostać użyty jako broń masowego rażenia.
W pobliskiej operze, Tintin i Baryłka spotykają Biankę Castafiore, którą odwiedza pułkownik Sponsz. Przyjaciele chowają się w szafie i podsłuchują rozmowę Sponsza z Castafiore (choć to pułkownik chciał podsłuchiwać rozmowy Tintina i kapitana w hotelu). Sponsz ujawnia miejsce uwięzienia Lakmusa, którym jest forteca w Bakhinie, oraz to jak namawia go do ujawnienia planów swojego wynalazku. Jeżeli to zrobi, będzie musiał, w towarzystwie dwóch przedstawicieli Czerwonego Krzyża, oświadczyć, że dobrowolnie przyjechał do Skrajiny wyjawić plany wojsku. Sponsz wyjawia też, że akt uwolnienia profesora znajduje się w jego płaszczu, wiszącym w szafie, w której ukrywają się Tintin i kapitan.
Tintin i Baryłka zabierają papiery i, przebrani za członków Czerwonego Krzyża, jadą uwolnić profesora. Gdy Sponsz się o tym dowiaduje, wszczyna alarm, ale trójka przyjaciół ucieka samochodem, a później czołgiem, z kraju. Gdy wracają do Księżymłyna, znajdują Serafina Lampiona, który sprowadził się do zamku z rodziną i omal go nie zniszczył. Lakmus, przerażony konsekwencjami użycia jego wynalazku, pali swoje plany... w fajce kapitana Baryłki, gdy ten ma ją w ustach. Twarz kapitana jest trochę oparzona, a wściekły kapitan mówi profesorowi, iż ten „doprowadza go do szaleństwa”. Lakmus myśli, że kapitan powiedział „szkarlatyna”, i mówi o tym Serafinowi Lampionowi. Na początku Lampion uważa to za żart, ale przypomina sobie, że szkarlatyna jest zaraźliwa i wyprowadza się z Księżymłyna.